# Distrito electoral de Wabash (Illinois)
Wabash (en inglés: Wabash Precinct) es un distrito electoral ubicado en el condado de Wabash en el estado estadounidense de Illinois. En el Censo de 2010 tenía una población de 1007 habitantes y una densidad poblacional de 10,91 personas por km².

## Geografía
Wabash se encuentra ubicado en las coordenadas 38°31′40″N 87°43′45″O / 38.52778, -87.72917. Según la Oficina del Censo de los Estados Unidos, Wabash tiene una superficie total de 92.28 km², de la cual 89.97 km² corresponden a tierra firme y (2.5%) 2.31 km² es agua.

## Demografía
Según el censo de 2010, había 1007 personas residiendo en Wabash. La densidad de población era de 10,91 hab./km². De los 1007 habitantes, Wabash estaba compuesto por el 98.41% blancos, el 0.2% eran afroamericanos, el 0% eran amerindios, el 0.2% eran asiáticos, el 0% eran isleños del Pacífico, el 0.2% eran de otras razas y el 0.99% pertenecían a dos o más razas. Del total de la población el 0.5% eran hispanos o latinos de cualquier raza.